# Kiezersregistratie
Kiezersregistratie is een administratief proces voor burgers in sommige democratische landen om zich bij de overheid te laten registreren op de kiezerslijst zodat ze mogen stemmen in verkiezingen.
In landen met een bevolkingsregister, zoals Nederland en België, registreert de lokale of centrale overheid alle kiesgerechtigden automatisch. Als er verkiezingen zijn, krijgen de kiezers automatisch een oproep of stempas toegestuurd.
In andere landen moeten burgers zich expliciet registreren om aan verkiezingen deel te mogen nemen. Dit gebeurt meestal door een formulier in te vullen, waarna de overheid bepaalt of de kiezer stemgerechtigd is. 
In de volgende landen moeten burgers zich laten registreren om aan verkiezingen deel te kunnen nemen:

## België
In België is er geen kiezersregistratie. Er is bovendien opkomstplicht (die evenwel is afgeschaft voor de Vlaamse lokale verkiezingen).
Echter moeten niet-Belgen die hun stemrecht willen uitoefenen voor de Europese en gemeenteraadsverkiezingen, zich wel registreren. Gemiddeld doen minder dan 20% dan de kiesgerechtigde buitenlanders dit (minder in Vlaanderen en meer in Wallonië).
Ook voor het stemrecht voor 16- en 17-jarigen bij de Europese verkiezingen (in tegenstelling tot de opkomstplicht voor meerderjarigen) was een registratie voorzien in 2021. Het Grondwettelijk Hof oordeelde in 2023 dat de registratie een onterechte drempel was.

## Verenigde Staten

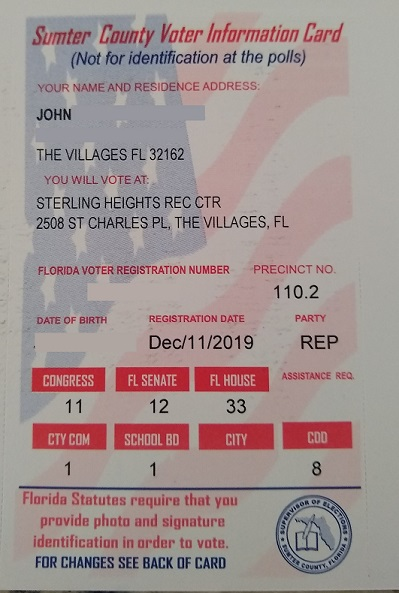
Een informatiekaart van een stemgerechtigde uit Sumter County (Florida).

De Verenigde Staten kennen geen bevolkingsregister, en er is geen verplichting voor de burgers om verhuizingen aan de overheid te melden. Omdat het daardoor niet mogelijk is voor de overheid om kiezers automatisch stempassen toe te sturen, moeten kiezers zich apart registreren. Dit gebeurt meestal op plaatsen zoals gemeentehuizen of bij het Department of Motor Vehicles (DMV). 
In de meeste staten kan men bij de kiezersregistratie aangeven met welke politieke partij men zich verbonden voelt. Zo kunnen kiezers geregistreerd staan als Democraten of Republikeinen. Kiezers die zich niet met een politieke partij willen verbinden, worden independents genoemd (Nederlands: "onafhankelijken"). De partijinformatie wordt voornamelijk gebruikt bij voorverkiezingen.

## Verenigd Koninkrijk
In het Verenigd Koninkrijk, dat ook geen bevolkingsregister kent, is men verplicht om zich als kiezer te laten registreren. Er is echter geen stemplicht.
Registratie kan plaatsvinden op het plaatselijke gemeentehuis, maar meestal stuurt de plaatselijke overheid aan huishoudens waar geen kiezers geregistreerd zijn een oproep om zich op het kiesregister in te schrijven. Men kan zich eenvoudig online inschrijven; indien noodzakelijk kan de returning officer de kandidaat-kiezer om extra bewijzen van woonst verzoeken, zoals stroomrekeningen of belastingaanslagen. 
De persoon die zich in het kiesregister inschrijft, moet aangeven of de verstrekte informatie in het ‘beperkte’ of ‘uitgebreide’ register opgenomen dient te worden; in het laatste geval wordt de informatie publiekelijk toegankelijk gemaakt in een register dat tegen betaling, bijvoorbeeld door privébedrijven, geraadpleegd kan worden. Het opzettelijk verstrekken van foutieve informatie is een strafbaar feit.